# 中川裕 (アイヌ語研究者)
中川 裕（なかがわ ひろし、1955年7月12日 - ）は、日本の言語学者、アイヌ語研究者、千葉大学名誉教授。弟は漫画家の中川いさみ。

## 略歴
神奈川県横浜市神奈川区出身。1974年、東京大学文科III類入学、1978年、東京大学文学部言語学科卒業。1981年東京大学大学院人文科学研究科言語学専修課程中途退学。東京大学文学部言語学講座助手、千葉大学文学部講師、助教授を経て1999年同学部教授、人文社会科学研究科長などを歴任する。2021年、同大学名誉教授。
2025年3月、第8回井上靖記念文化賞 本賞を受賞。

## 人物
東京大学在学中から北海道内でアイヌ語を採録。アイヌ語、アイヌ文学の研究、教育に従事。
1995年、「『アイヌ語千歳方言辞典』を中心としたアイヌ語･アイヌ文化の研究」で金田一京助博士記念賞を受賞。2020年、文化庁長官表彰。
週刊ヤングジャンプ連載の漫画『ゴールデンカムイ』でアイヌ語・アイヌ文化の監修を行っていた。アイヌに関する設定の細かい部分についても相談を受けていた。
弟の中川いさみが朝日新聞に連載している漫画『コロコロ毛玉日記』に登場した。

## 著書
- 『アイヌ語千歳方言辞典』草風館 1995
- 『アイヌ語をフィールドワークする ーことばを訪ねて』大修館書店 1995
- 『アイヌの物語世界』平凡社ライブラリー 1997、改訂版2020
- 『アイヌ語のむこうに広がる世界』編集グループSURE (シリーズこの人に会いたかった 第5巻) 2010
- 『語り合うことばの力 ーカムイたちと生きる世界』岩波書店 2010
- 『ニューエクスプレス　アイヌ語』（CD付）白水社 2013

### 共著・校訂・監修
- 杉村キナラブック『アイヌ民話全集. キナラブック口伝. 1』校訂 北海道出版企画センター 1990
- 『エクスプレスアイヌ語』中本ムツ子共著 白水社 1997
- 『カムイユカラでアイヌ語を学ぶ』中本ムツ子共著 白水社 2007
- 『ニューエクスプレス・スペシャル　日本語の隣人たち』監修 白水社 2009
- 『ニューエクスプレス・スペシャル　日本語の隣人たちII』監修 白水社 2013
- 『アイヌ文化で読み解く「ゴールデンカムイ」』野田サトル挿絵・漫画 集英社新書 2019
- 『ゴールデンカムイ 絵から学ぶアイヌ文化』野田サトル・画 集英社新書 2024

### 翻訳
- チューネル・M.タクサミ,ワレーリー・D.コーサレフ『アイヌ民族の歴史と文化』熊野谷葉子訳（監修）明石書店 1998

### 記念論文集
- 『ひろがる北方研究の地平線 - 中川裕先生還暦記念論文集』サッポロ堂書店　藤田印刷エクセレントブックス 2017